# Constantino de Oliveira Jr.
Constantino de Oliveira Jr. (ur. 12 sierpnia 1968 roku) – brazylijski kierowca wyścigowy.

## Kariera
De Oliveira rozpoczął karierę w wyścigach samochodowych w 1992 roku od startów w Południowoamerykańskiej Formule 3 oraz Formule 3000 World Cup. W Formule 3000 był dziesiąty, a w edycji południowoamerykańskiej czterokrotnie stawał na podium i trzykrotnie na jego najwyższym stopniu. Uzbierane 45 punkty dały mu tytuł wicemistrzowski serii. W późniejszych latach pojawiał się także w stawce Formuły 3000, Porsche GT3 Cup Brazil, Stock Car V8, Total 24H of Spa, GT3 Brasil Championship, Copa Caixa Stock Car oraz Grand American Rolex Series.
W Formule 3000 Brazylijczyk wystartował w siedmiu wyścigach sezonu 1993. Nigdy jednak nie zdobywał punktów. Został sklasyfikowany na 24. miejscu w końcowej klasyfikacji kierowców.